# Roniéliton Pereira Santos
Roniéliton Pereira Santos, més conegut com a Rôni, (Aurora do Tocantins, estat de Tocantins, Brasil, 28 d'abril de 1977) és un futbolista brasiler retirat que disputà cinc partits amb la selecció del Brasil.